# Споменик херојима са Кошара
Споменик јунацима са Кошара се налази у парку прекопута Клиничко-болничког центра "Др Драгиша Мишовић" у Улици хероја Милана Тепића на територији Градске општине Савски венац у Београду.
Откривен је 2020. године и дело је академског вајара Миодрага Мише Рогана.

## Историјат
Иницијативу за подизање споменика покренуо је Српски телеграф. Идеју је подржало Удружење ликовних уметника Србије. Одређено је да споменик изради академски вајар Миодраг Роган, председник вајарске секције УЛУС-а, а прве најаве су биле да ће бити постављен у Пионирском парку или на Калемегдану.
Целокупна израда споменика је коштала 25.000 евра, а сам аутор је пројекту приступио волонтерски, односно није прихватио никакав хонорар, већ је радио бесплатно. Новац је скупљан путем добровољних прилога. Споменик је неколико година стајао у пасажу на Теразијама, у близини Крсмановићеве куће, све до 2020. године када је постављен поред споменика хероју мајору Милану Тепићу у парку прекопута Клиничко-болничког центра "Др Драгиша Мишовић" на територији Градске општине Савски венац.
Дана 14. јула 2021. године, председник Републике Србије Александар Вучић је положио венац на споменик.

## Композиција
Споменик садржи три скулптуре које представљају српске војнике у различитим историјским периодима. Ту су српски средњовековни витез, српски војник из периода Балканских ратова и Првог светског рата, те припадник Војске Југославије. Нити један од њих не носи оружје, већ само штитове, чиме се наглашава да учествују у одбрамбеним ратовима, односно да бране своју земљу. На штитовима се налазе симболи српске хералдике (двоглави орао и крст са четири оцила). 
На постаменту су исписана имена 108 војника, подофицира, официра, резервиста и добровољаца Војске Југославије који су погинули током битке на Кошарама 1999. године. 
Споменик је висок 3 метра, а тежак 800 килограма.